# 近江由佳
近江 由佳（おうみ ゆか、1993年10月16日  - ）は、フリーアナウンサー。ビジネスメディア新R25のコンテンツプロデューサー・インタビュアーを務める。

## 来歴・人物
秋田県秋田市出身。身長150cm。
TBS元アナウンサーの堀井美香は叔母であることを公表している。
中学生時代は吹奏楽部に所属しており、パーカッションパートだった。
大学時代は「東京23区ガールズ」“杉並区担当 杉並うみ”として活動しており、テレビ朝日アスクにも通っていた。
大学卒業後2017年にテレビ局に入社し番組制作を担当。
2019年NHK松山の契約キャスターに転職。契約キャスターでは契約上業務にナレーションが含まれておらず、得意のナレーションを活かすため2022年静岡放送（SBS）に移籍。
2022年8月31日放送分の『静岡発そこ知り』「残暑を吹き飛ばせ！スタミナ&ひんやりグルメ」で「第48回JNN・JRNアノンシスト賞」テレビ「読み・ナレーション」部門で優秀賞を受賞した。
2023年10月21日 - 22日、静岡市民文化会館で行われたラウドヒル計画の舞台『GET OVER!イエヤススマイルフォーユー』で役者miyuka名義で裏表のある女子アナ"遠江ユマ"役で舞台デビュー。
2025年2月末を持って静岡放送を退職。
渡辺将基（新R25編集長）へのDMがきっかけとなり、2025年4月ビジネスメディア新R25のコンテンツプロデューサー・インタビュアーへ就任。

## 趣味・特技
- ナレーション、ドライブ、ドラム

## 経歴
- NHK松山契約キャスター
- SBS静岡放送アナウンサー

## 出演

### 現在
- 2025年4月～ビジネスメディア新R25 コンテンツプロデューサー・インタビュアー

### 過去
NHK松山放送局
- 四国 おひるのクローバー
- ひるどき四国
- ニュースきん5時

静岡放送
- しずおか びっくりTV
- THE_TIME,（2024年2月 - 12月、「列島リアルタイム中継」静岡県担当リポーター。不定期出演）※TBSテレビ制作
- Soleいいね! （2022年7月 - 、月・火曜日司会）
- お買い物いいね！
- 静岡発そこ知り
- 静岡新聞ニュース（不定期出演）
- 日曜ヒマするあなたに送る ヌンヌンヌーン!
- IPPO（木曜日パーソナリティ）